# Leonardo Bonzi
Leonardo Bonzi, né le 22 décembre 1902 à Milan et  mort le 30 décembre 1977 à San Michele Cremasca (it) est un aviateur,  producteur et réalisateur italien.

## Filmographie

### Comme producteur
- 1951 : Una Lettera dall'Africa (en)
- 1952 : Magie verte (Magia verde)
- 1954 : Continent perdu (Continente perduto)

### Comme réalisateur
- 1951 : Una Lettera dall'Africa (en)
- 1954 : Continent perdu (Continente perduto)